# Casino Royale (Climax!)
"Casino Royale" é o terceiro episódio da primeira temporada da série de televisão Climax!, sendo uma adaptação do romance homônimo escrito por Ian Fleming. O episódio, exibido pela primeira vez em 21 de outubro de 1954 na CBS, é a primeira adaptação de um romance de James Bond. Ele é estrelado por Barry Nelson e Peter Lorre. Apesar de ser a primeira aparição em tela de James Bond, Nelson o interpretou como um agente norte-americano da "Inteligência Combinada", além de ser chamado de "Jimmy" por outros personagens.
O episódio foi esquecido desde a exibição até sua maior parte ter sido encontrada na década de 1980 pelo historiador Jim Schoenberger, com o final (incluindo os créditos) sendo encontrados posteriormente. Os direitos do programa foram adquiridos pela Metro-Goldwyn-Mayer junto com os direitos do filme Casino Royale de 1967, abrindo o caminho legal para a produção do filme oficial de 2006.

## Enredo
Ato I: O agente da "Inteligência Combinada" Jimmy Bond está sob foco de um assassino; ele consegue desviar das balas e entrar no Cassino Royale. Dentro ele encontra seu contato, Clarence Leiter. Enquanto Bond explica as regras do baccarat, Leiter explica os detalhes da missão: derrotar Le Chiffre no baccarat e forçar seus mestres soviéticos a "aposentá-lo". Bond então encontra uma antiga amante, Valérie Mathis, que agora é a namorada de Le Chiffre; ele também encontra o próprio Le Chiffre.
Ato II: Bond vence Le Chiffre no baccarat, mas, ao voltar para seu quarto no hotel, é confrontado por seu adversário e seus capangas, junto com Mathis, que Le Chiffre descobriu ser uma agente da Deuxième Bureau, o serviço militar de inteligência da França.
Ato III: Le Chiffre tortura Bond para descobrir onde ele está guardando o cheque com o dinheiro do prêmio, porém Bond resiste. Após uma briga entre Bond e os capangas, ele atira e fere Le Chiffre, salvando Mathis no processo. Exausto, Bond senta em uma cadeira para falar com Le Chiffre. Mathis intervém e Le Chiffre a agarra, ameaçando-a com uma lâmina. Enquanto ele vai para porta a usando como escudo, Mathis luta e consegue escapar, permitindo que Bond mate Le Chiffre.

## Elenco
- Barry Nelson como Jimmy Bond
- Peter Lorre como Le Chiffre
- Linda Christian como Valérie Mathis
- Michael Pate como Clarence Leiter
- Eugene Borden como Chef De Partie
- Jean Del Val como Crupiê
- Gene Roth como Basil
- Kurt Katch como Zoltan
- William Lundigan como apresentador

## Produção
Em 1954, a CBS pagou US$ 1.000 (US$ 8.654 em valores atuais) a Ian Fleming para realizar uma adaptação seu primeiro romance, Casino Royale, em uma aventura televisiva de uma hora de duração como parte da série de antologias dramáticas Climax!. Ele foi adaptado por Anthony Ellis e Charles Bennett; Bennett era mais conhecido por suas colaborações com Alfred Hitchcock em várias produções, como The 39 Steps e Sabotage. Por estar restrita a uma peça de uma hora, a versão adaptada perdeu muitos dos detalhes encontrados no livro, apesar de ter mantido sua violência, principalmente no Ato III.
"Casino Royale" foi exibido em 21 de outubro de 1954 como um produção ao vivo estrelada por Barry Nelson como o agente secreto Jimmy Bond e Peter Lorre como Le Chiffre, apresentada por William Lundigan. A personagem de Bond no episódio foi alterado para um agente norte-americano, descrito como parte da "Inteligência Combinada", apoiado por um agente britânico, Clarence Leiter; "portanto, assim foi a relação anglo-americana descrita no livro invertida para o consumo americano".
Clarence Leiter era um agente da Estação S, sendo uma combinação dos personagens Felix Leiter e René Mathis. O nome "Mathis", e sua associação com o Deuxième Bureau, foi entregue para a personagem feminina principal, chamada de Valérie Mathis ao invés de Vesper Lynd. Durante a exibição houve relatos de que "o público, de costa a costa, viu Peter Lorre, o ator interpretando Le Chiffre, se levantar do chão após sua 'morte' e começar a andar para seu camarim", porém isso não é verdade.

## Legado
"Casino Royale" foi esquecido logo após sua exibição original. Entretanto, quatro anos depois, a CBS pediu para que Fleming escrevesse 32 episódios para um programa de televisão baseado em Bond. O escritor concordou em começou a criar histórias para uma série. Quando a ideia do programa não foi para frente, Fleming agrupou e adaptou três histórias em contos, lançando-as em 1960 junto com outros dois contos originais no livro For Your Eyes Only.
Esta foi a primeira adaptação de um romance de James Bond para a tela, e foi produzida antes da criação da EON Productions. Quando a Metro-Goldwyn-Mayer (MGM) finalmente conseguiu os direitos da adaptação de 1967 de Casino Royale, ela também adquiriu os direitos deste episódio.
O episódio "Casino Royale" ficou perdido entre 1954 e 1981, quando uma cópia em quinoscópio foi encontrada pelo historiador Jim Schoenberger. Ele foi exibido pela TBS como parte de uma maratona de James Bond. Porém, o lançamento em VHS e a exibição da TBS  não incluiam o final completo da adaptação, que naquela época ainda estava perdido. Eventualmente, as imagens restantes (com exceção dos segundos finais dos créditos) foram encontradas e incluídas em um lançamento VHS da Spy Guise & Cara Entertainment. A MGM subsequentemente o incluiu no DVD de Casino Royale (1967).
David Cornelius descreveu "Casino Royale" como uma "antologia de fios de suspense e mistério interpretada ao vivo seguindo a tradição da época de ouro da televisão". Ele afirmou que "o primeiro ato cai livremente no clichê pulp de espionagem", achou que Nelson não foi uma boa escolha para Bond e que o ator "passa por suas falas e não tem a elegância necessária para o papel". Cornelius descreveu Lorre como "a verdadeira atração principal aqui, o veterano vilão trabalhando totalmente no modo doninha; uma doninha grotesca cuja própria presença te deixa desconfortável". Peter Debruge da Variety também elogiou Lorre, o considerando como a verdadeira fonte do "qualquer charme que esse desleixado antecedente de Bond possa oferecer", reclamando que "o negócio todo parece ter sido feito de forma muito barata". Debruge também percebeu que o especial contém poucos elementos em comum com a série da EON, e que a interpretação de Nelson "sugeria um vulnerabilidade humana realista que não apareceria novamente até a EON refazer Casino Royale mais de meio século depois".